# Булгаков, Михаил Иванович Голица
Князь Михаил Иванович Булгаков по прозванию Голица (1466 — середина 1558) — русский воевода, окольничий и боярин Василия III Ивановича и Ивана IV Васильевича Грозного, которому приходился четвероюродным братом. Родоначальник князей Голицыных.

## Происхождение и семья
Происходил из княжеского литовского рода Гедиминовичей. Потомок Гедимина (VII колено). Второй из четырёх сыновей московского боярина князя Ивана Васильевича Булгака-Патрикеева. Прозвание «Голица» Михаил Иванович получил за привычку постоянно носить на левой руке латную перчатку. Имел единственного сына Юрия, который писался иногда Булгаков, а иногда Булгаков-Голицын. Потомки Юрия уже назывались просто Голицыны. От брата Михаила Ивановича Андрея, имевшего прозвище Курака, произошли князья Куракины.

## Служба
В 1492 году сын боярский, показан в Новгородском государевом походе. Упоминается 13 февраля 1500 года, когда он находился восьмым в «поезде» князя Василия Даниловича Холмского во время женитьбы князя на дочери Ивана III, княжне Софье Ивановне. В 1502 году первый воевода Большого полка в походе из Ржева на Литву. В 1503 году послан первым воеводою занять в Литве города князей пришедших служить московскому государству. В 1507 году первый воевода в походе к Плесу и велено ему, когда сойдутся войска, быть воеводою правой руки. В 1509 году воевода Передового полка в походе из Вязьмы на помощь Дорогобужу против литовцев. В 1510 получил сан боярина и находился вторым воеводою в походе с Государём в Новгород, Псков и обратно в Москву.
В 1512 году первый воевода Передового полка в походе против крымского хана на Угре, а по перемене воевод, первый воевода Большого полка против пришедших к Белёву татар, разбил и преследовал их, после чего направлен вторым воеводою войск в рязанских местах у реки Осётр стоявших. С 1513 года князь служил воеводой на разных театрах русско-литовской войны 1512—1522 годов. В 1513 году первый воевода Большого полка на Угре и Упе, для охранения от татар, а после второй воевода Сторожевого полка в походах с Государём к Смоленску.
В 1514 году после взятия Смоленска, вместе с князем Михаилом Глинским послан на Оршанское направление во главе отряда из новгородских и псковских детей боярских. После измены князя Глинского именно князь Михаил Иванович активными действиями смог арестовать князя Глинского, когда последний попытался бежать. В августе этого же года послан первым воеводою к Минску, Борисову и Друцкие поля.
В сентябре 1514 года, в битве под Оршей князь Михаил Иванович командовал полком правой руки. После битвы при реке Крапивна попал в плен к полякам и отправлен в Вильну. В плену князь Михаил Иванович провёл 37 лет. Всё это время велись переговоры о его освобождении. В 1549 году царь Иван IV предлагал за освобождение князя 1000 рублей, но переговоры закончились без результата. Князь был отпущен на свободу только в 1551 году и 27 февраля прибыл в Москву. Польский король отпустил его посредником для заключения мирного договора или перемирия, с условием, чтобы он возвратился в Польшу, если мирный договор или перемирие не будет заключено.
Во время Казанского похода князь Михаил Иванович входил в состав правительства, которое управляло Москвой на период отсутствия государя и по возвращении Государя в Москву встречал его на Сретенке.

## Смерть
Под конец жизни князь Михаил Иванович принял постриг под именем Ионы и скончался до августа 1558 года в Троице-Сергиевой лавре. Погребён в Троицком соборе. Русская православная церковь, почитая его долговременное содержание в польском плену и понесшие страдания, имя князя Михаила Ивановича внесено в Синодик Успенского собора для вечного поминовения.